# Martino di Golin
Martino di Golin (fl. XIII secolo) fu un latrunculus (in tedesco Freibeuter, in italiano pirata, corsaro) della terra di Chelmno, citato in più punti da Pietro di Duisburg nel suo Chronicon terre Prussie, che, secondo Pietro, combatté al fianco dei Cavalieri Teutonici contro i pagani prussiani e lituani nella seconda metà del XIII secolo.

## Martino di Golin a Pietro di Duisburg
Pietro di Dusburg cita per la prima volta Martino in relazione a una battaglia nei pressi di una palude chiamata Rensen tra i Cavalieri Teutonici e i prussiani apostati sotto il duca Swantopolk. Dopo la battaglia, che ebbe luogo nel giugno o nel settembre del 1243, Pietro riporta quanto segue:
(Dus: Chron., III, 40., zit. nach: Peter von Dusburg: Chronik des Preußenlandes, übersetzt und erläutert von Klaus Scholz und Dieter Wojtecki (=Ausgewählte Quellen zur deutschen Geschichte des Mittelalters, Bd. 25), Darmstadt 1984, S. 151.)
In altri sei passi, non correlati in termini di contenuto, Pietro riferisce che Martino combatté contro i prussiani o i lituani insieme ai cavalieri dell'Ordine o per conto di questo. Nell'ultima menzione di Martino, lui e un piccolo gruppo attaccano una nave mercantile in Lituania, uccidono l'equipaggio e vendono la merce, dividendo poi i profitti tra di loro.

## Martino di Golin e la leggenda della Colonna dei Quattro Fratelli

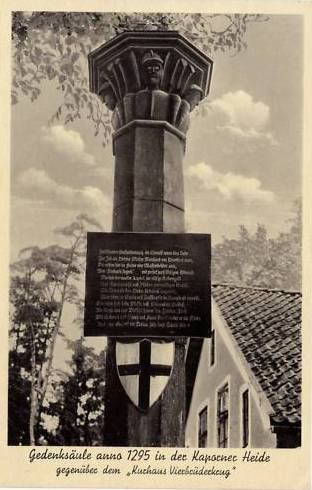
La Colonna dei Quattro Fratelli

Martino di Golin è anche associato alla Colonna dei Quattro Fratelli (in tedesco Vierbrüdersäule) che si trovava nella landa di Kaporn vicino a Königsberg. Secondo la leggenda, la colonna fu eretta per commemorare quattro fratelli dell'ordine che furono uccisi: questi furono identificati come quattro compagni di Martino, uccisi durante un'incursione. Pietro di Dusburg, tuttavia, non riferisce nulla sull'erezione di una colonna commemorativa in questo contesto. Nell'interpretazione della leggenda, Martino è spesso indicato come un fratello. Secondo Pietro, però, Martino non è un fratello, lo chiama esplicitamente latrunculus cristianus (in tedesco un Freibeuter cristiano, in Nicola di Jeroschin cristnin stûtérin in lingua alto-tedesca media), ma mai un fratello dell'Ordine. Nel complesso, non è possibile dimostrare con certezza un legame tra Martino e la colonna; in questo contesto, la designazione di Martino come fratello potrebbe essere attribuita a una trasmissione orale della leggenda, che nel tempo si è allontanata dalle informazioni di Pietro.